# كراش تيم رايسنغ نايترو-فيولد

صورة من اللعبة

كراش تيم رايسنغ نايترو-فيولد (بالإنجليزية: Crash Team Racing Nitro-Fueled)‏ هي لعبة فيديو سباق السيارات المصغرة، صدرت في 21 يونيو 2019 على بلاي ستيشن 4، إكس بوكس ون ونينتندو سويتش، وهي إعادة للعبة الأصلية من اسم كراش تيم رسينغ التي صدرت في 1999 على بلاي ستيشن وايضا إضافة شخصيات أخرى وسباقات لعبة كراش نيترو كارت التي صدرت عام 2003.

## شخصيات اللعبة

### الشخصيات الاصلية من كراش تيم راسينغ
كراش - كوكو - كورتكس - ان جن - تايني تايغر - دينجو دايل - بورا - بولار - ريبر رو - بابو بابو - كومودو جو - بنسترايب - كراش المزيف - ان تروبي.

### الشخصيات من كراش نيترو كارت
كرانش - زيم - زام - ترانس - اوكسايد (سيارته العادية وليس المركبة الفضائية) - كرانك - ناش - نورم الكبير - نورم الصغير - غيري - فيلو الحقيقي.

### شخصيات اضافية
تاونا - إيمي - ميجومي - ليز - ازابيلا - كراش الطفل - كوكو الطفلة - الطفل تي - سبايرو - هنتر - جناستي جنورك - كومودو مو - بريو - نينا - كوالا كونغ - باسادينا - فون كلوتش - الملك الدجاج - ريلا روو - يايا باندا - هاستي - شيك - ستو - ميغاميكس - الإمبراطور فيلو - مساعد المختبر - الطفل كورتيكس - الطفل إن تروبي

## مميزات اللعبة
- بامكان اللاعب ان يلعب في الطور الكلاسيكي (شخصية واحدة) أو الطور الجديد (أي شخصية) وتغيير مستوى الصعوبة.
- تم دمج شخصيات لعبة كراش تيم راسينغ ولعبة كراش نيترو كارت في اللعبة وكذلك مضامير السباقات.
- تم إضافة خيارات أخرى للمعارك مثل جمع الكريستالة أو حمل الراية...الخ.
- بامكان اللاعب تغيير لون واطارات وملصقات المركبة في أي وقت الطور الجديد.
- تم تعريب اللعبة كاملاً وللمرة الأولى في سلسلة كراش بانديكوت.[5][6][7]
- يحصل اللاعب بعد نهاية كل سباق على نقاط أو فاكهه الوامبا وهذه يستفيد منها اللاعب في شراء اللاعبين أو الاطارات أو المركبات وغيرها من المتجر.
- بامكان اللعب اون لاين مع الاصدقاء.
- في المعارك يمكن للاعب ان يلعب مع الحاسوب بعدما كان محصور هذا الامر فقط إذا كان هناك لاعبيين حقيقين اخرين.

## روابط خارجية
- كراش تيم رايسنغ: نايترو-فيولد على موقع IMDb (الإنجليزية)